# Scrapy
 (juillet 2022).
Si vous disposez d'ouvrages ou d'articles de référence ou si vous connaissez des sites web de qualité traitant du thème abordé ici, merci de compléter l'article en donnant les références utiles à sa vérifiabilité et en les liant à la section « Notes et références ».
Scrapy est un framework open-source permettant la création de robots d'indexation. Développé en Python, il dispose d'une forte communauté, offrant de nombreux modules supplémentaires. La première version stable a été publiée en septembre 2009. Depuis, l'équipe de développement publie régulièrement de nouvelles versions dans le but d'enrichir le framework en fonctionnalité. L'objectif principal est d'obtenir une API stable pour la version 1.0. Le framework dispose d'une communauté active, et un support commercial est effectué par plusieurs entreprises.
Le framework est compatible Python 2.7 et Python 3.6 ou au-dessus, sur la majorité des plates-formes.

## Caractéristiques
L'équipe responsable du développement du framework lui confère plusieurs caractéristiques :
- Simple : aucune notion avancée en Python n'est nécessaire pour utiliser Scrapy
- Productif : l'empreinte de code à générer est très courte, la plupart des opérations sont gérées par Scrapy
- Rapide : le framework est rapide, avec une gestion d'actions en parallèle notamment
- Extensible : chaque robot peut être personnalisés via des extensions, modifiant son comportement
- Portable : les robots Scrapy sont compatibles Linux, Windows, Mac et BSD
- Open Source
- Robuste, grâce à une batterie de tests effectuées aussi bien par les développeurs que la communauté

## Exemple de robot
Le site web du projet propose un tutoriel détaillé sur l'utilisation de Scrapy. Ce cours propose notamment plusieurs exemples, comme celui ci-contre, extrayant certains liens présents sur plusieurs pages web.
```
from
 
scrapy.spider
 
import
 
BaseSpider

from
 
scrapy.selector
 
import
 
HtmlXPathSelector

from
 
tutorial.items
 
import
 
DmozItem

class
 
DmozSpider
(
BaseSpider
):

   
name
 
=
 
"dmoz"

   
allowed_domains
 
=
 
[
"dmoz.org"
]

   
start_urls
 
=
 
[

       
"http://www.dmoz.org/Computers/Programming/Languages/Python/Books/"
,

       
"http://www.dmoz.org/Computers/Programming/Languages/Python/Resources/"

   
]

   
def
 
parse
(
self
,
 
response
):

       
hxs
 
=
 
HtmlXPathSelector
(
response
)

       
sites
 
=
 
hxs
.
select
(
'//ul/li'
)

       
items
 
=
 
[]

       
for
 
site
 
in
 
sites
:

           
item
 
=
 
DmozItem
()

           
item
[
'title'
]
 
=
 
site
.
select
(
'a/text()'
)
.
extract
()

           
item
[
'link'
]
 
=
 
site
.
select
(
'a/@href'
)
.
extract
()

           
item
[
'desc'
]
 
=
 
site
.
select
(
'text()'
)
.
extract
()

           
items
.
append
(
item
)

       
return
 
items

```